# Saatli
Saatli (en azerí: Saatlı) es una localidad de Azerbaiyán, capital del raión homónimo.
Se encuentra a una altitud de -9 m sobre el nivel del mar. 

## Demografía
Según estimación 2010 contaba con 18 610 habitantes.